# Atheta subglabra
Atheta subglabra är en skalbaggsart som först beskrevs av Sharp 1869.  Atheta subglabra ingår i släktet Atheta, och familjen kortvingar. Arten är reproducerande i Sverige.